# دم‌سوزنی عاجی
دم‌سوزنی عاجی (نام علمی: Acisoma trifidum) یا دم‌سوزنی پیسه نام یک گونه از سرده دم‌سوزنی‌ها است.